# Поход на Ровно
Поход на Ровно (нем. Feldzug nach Rowno) — наступление австро-германских войск в Восточной Галиции и Волыни во время Первой мировой войны, продолжавшееся с 19 августа по 20 сентября 1915 года.

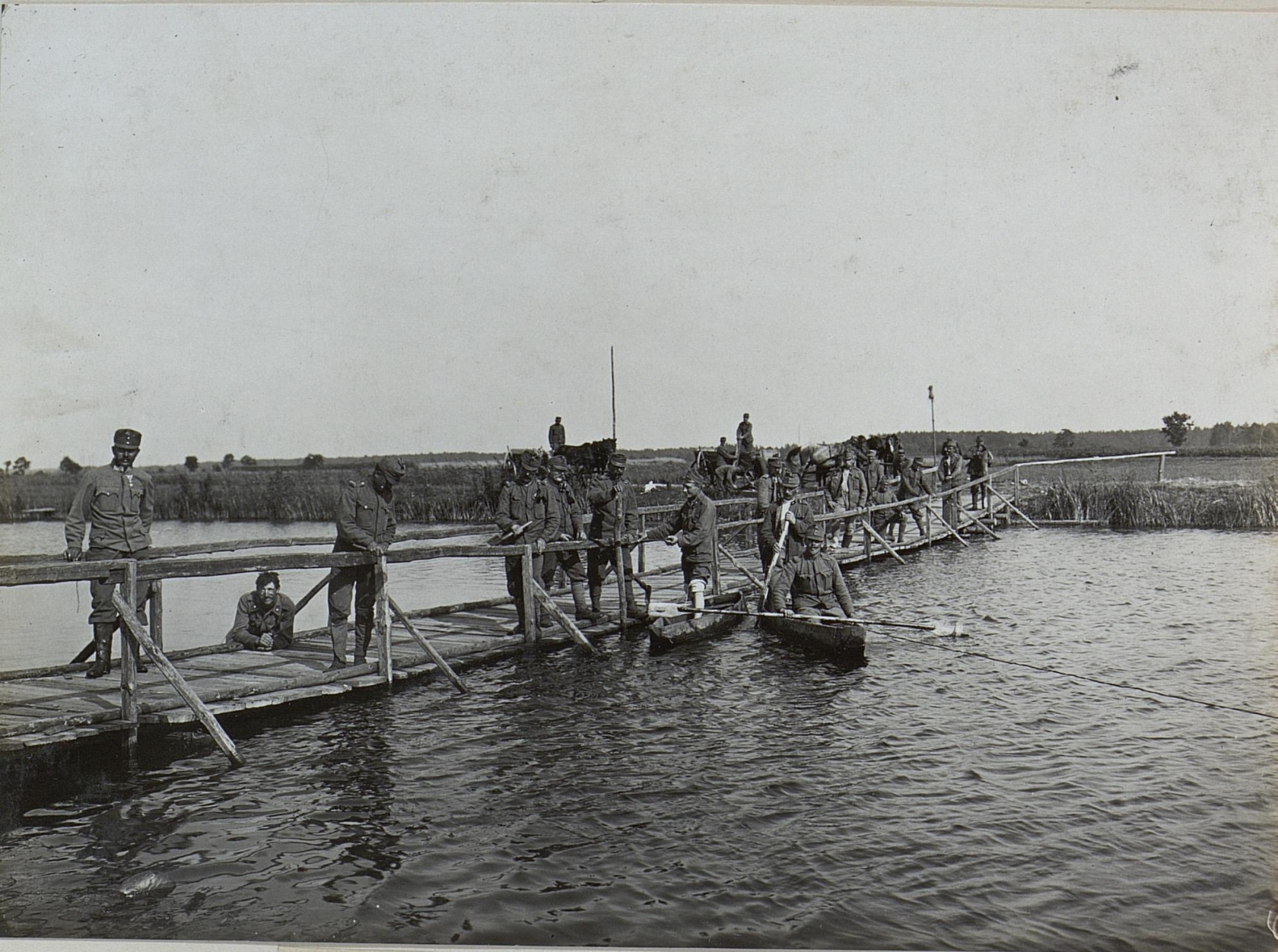
Наведение австро-венгерскими понтонёрами переправы через Стыр. 1915 г.

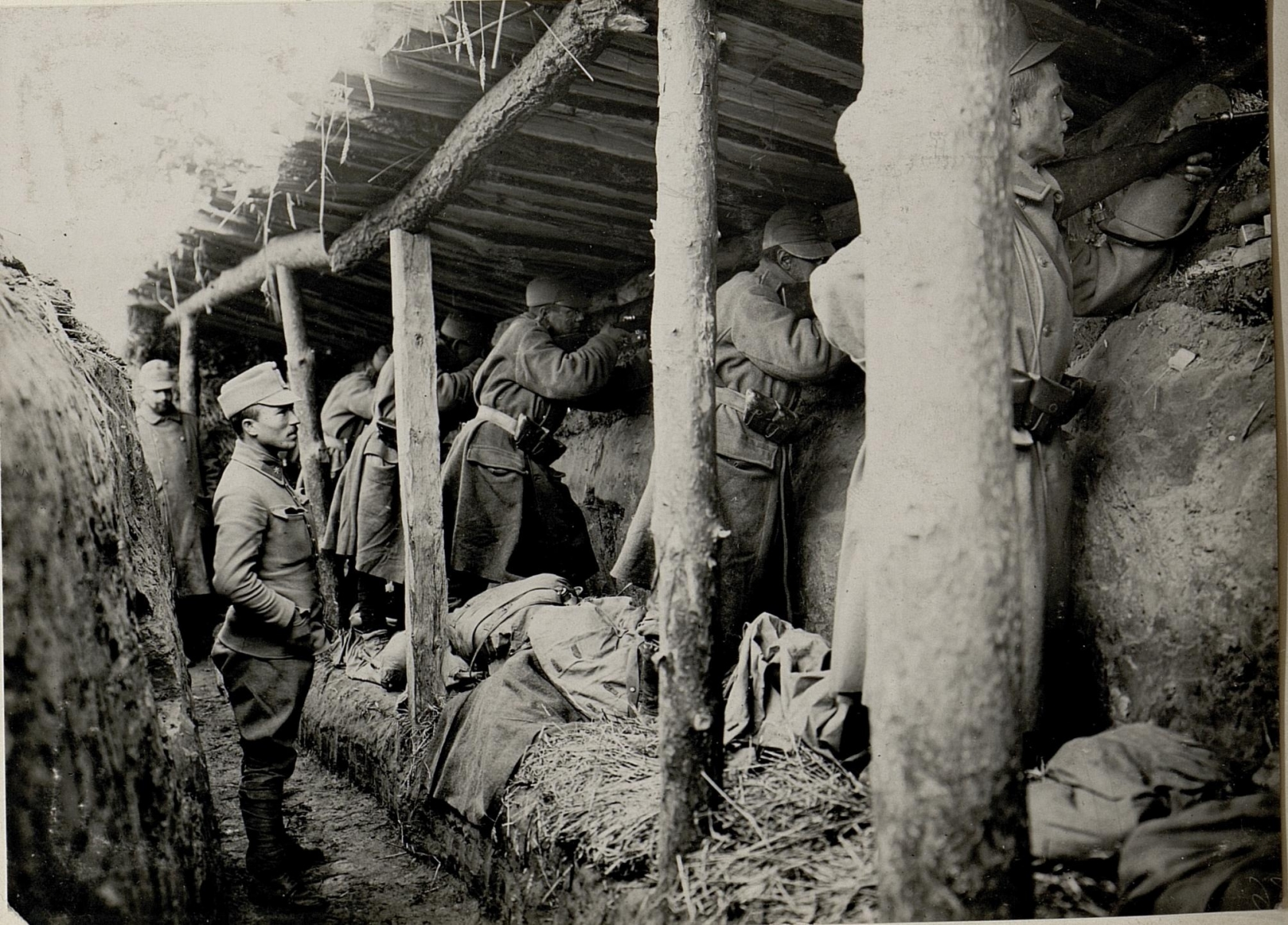
Позиция австро-венгерских войск возле Константиновки. Волынь. Осень 1915 г.

## Военно-стратегическая ситуация
В результате Великого отступления летом 1915 года российский Юго-Западный фронт без сильных боёв отступил к границе Восточной Галиции. Начальник австро-венгерского генерального штаба генерал-полковник Конрад фон Хётцендорф хотел освободить часть Восточной Галиции, которая все еще находилась в руках русских. 21 августа он дал общие указания по продолжению наступления, согласно которым войскам 1-й и 2-й армий, а также немецкой Южной армии предстояло наступать через границу на территорию России. Севернее правому крылу германской Бугской армии фон Линзингена предстояло способствовать наступлению австро-венгерских армий.

## Ход операции

### Наступление австро-венгерских войск
19 августа 1915 года австрийцы перешли в наступление на Ковель и, встретив лишь слабое сопротивление, за один переход в 20 км авангардами достигли реки Турьи у Руды, Олеска и Любомля. Севернее реки Турья австрийцы также без сопротивления продвигались вперед, обходя фланг позиции русских, и к вечеру 20 августа находились уже в 15 км от города Турийск. Командующий 1-й австрийской армией генерал Пухалло, видя, что наступление авангардов 10-го армейского корпуса развивается отлично, двинул на Турийск всю массу корпуса, чтобы вывести его на фланг 8-й русской армии. Одновременно наступавшая германская Бугская армия стала обходить с севера 31-й русский корпус, который в ночь на 23 августа был вынужден оставить свои позиции западнее Ковеля. Вечером австрийская кавалерия подошла к Ковелю, но встретила только русские арьергарды. Утром 24 августа австрийцы вступили в Ковель, уже очищенный русскими войсками.
24 августа австро-венгры силами 14-й армейского корпуса, усиленного пехотной и кавалерийской дивизиям, начали наступление на Луцк, начав обход правого фланга Юго-Западного Фронта, не прикрытого войсками. Брусилов, командующий 8-й армией, обнаруживший движение значительных сил противника между Владимиром-Волынским и Ковелем, выдвинул в район Кисилина часть своей кавалерии, а в Торчин — части 12-го корпуса, чтобы задержать противника и выиграть время до подхода 39-го корпуса.
На правом крыле фронта также перешли в наступление 2-я австро-венгерская, Южная германская и 7-я австро-венгерская армии, но их продвижение имело крайне ограниченный успех.
Командующий Юго-Западным фронтом генерал от артиллерии Н. И. Иванов, стремясь спрямить фронт и за счет этого создать резервы, решился на отвод армий всего фронта: правый фланг 9-й армии и 11 армия отходили на реку Стрыпа, 8-я армия должна была отойти на водораздел между Бугом и Стырью. В ночь на 28 августа армии Юго-Западного фронта успешно оторвались от противника. Австрийцы на следующее утро приступили к преследованию, но, как обычно, отстали от русских, поэтому, если не считать редких и незначительных арьергардных боев, серьезные столкновения были только в районе Луцка.
Пухалло приказал 14-му корпусу переправить через Стыр две дивизии и кавалерию на участке Рожище — Сокул, чтобы обойти Луцк с востока. К вечеру 28 августа 21-я пехотная дивизия была на восточном берегу Стыри, а 2-я двигалась с севера к железной дороге на Ровно. К вечеру 29-го австрийцы были уже у станции Киверцы и у Жидычина, в 10 км севернее Луцка. Пухалло решил направить 10-й корпус в обход, через Рожище, вслед за 14-м. 30 августа к концу дня австрийцы вышли на северные окраины Луцка, а с утра 31-го ворвались на его окраины, заняли высоты восточнее цитадели и повели бой за вокзал и военный городок. С запада в Луцк вошел 9-й корпус. К вечеру 31 августа город был захвачен австро-венгерскими войсками. В ночь на 1 сентября произошла реорганизация наступавших австро-венгерских войск: была создана новая 4-я армия. Командование над двумя северными армиями принял эрцгерцог Иосиф-Фердинанд.
1 сентября центр и южный фланг 1-й армии Пухалло достигли берегов Стыри и повели бой за переправы; 2-а австро-венгерская армия заняла высоты восточнее Золочева, одновременно на своем северном фланге армия Бем-Эрмоли заняла Броды. Германская Южная Армия заняла Зборов и двинулась к Тарнополю. 11-я и 9-я армии Юго-Западного Фронта должны были отойти на рубеж реки Серет.
3 сентября внезапная контратака русского 8-го (12-го ?) корпуса прорвала фронт 1-й армии на стыке 1-го и 2-го корпусов восточнее Певжи. Фланговый удар 14-го корпуса с 3-й дивизией в районе Олыки с севера вновь стабилизировал ситуацию. 5 сентября наступление 10-го корпуса на Деражное, в обход Ровно с севера, было остановлено 12-м русским корпусом. 6 сентября 2-й корпус 1-й армии занял Дубно и обеспечил переправы через реку Икву: появилась возможность нанести удар на Ровно с юга.
4-я армия силами 9-го корпуса прорвала фронт русского 39-го корпуса у Деревянного, и 8 сентября австрийцами была захвачена Клевань. К 13 сентября левофланговый 10-й корпус 4-й армии смог продвинуться севернее Горыни до Постойного, однако затем он под ударами русских был вынужден перейти к обороне, а затем отойти юго-западнее.
Прорыв австро-венгерских войск и обход их севернее Ровно встревожил русскую Ставку, и командующему 8-й армией Брусилову было приказано «вывести армию и особенно ее правый фланг из положения, угрожаемого охватом или обходом с севера и остановить наступление противника в наши пределы».

### Контрудар 8-й армии
12 сентября российский 30-й армейский корпус (71-я, 74-я и 80-я резервные дивизии), перевезённый из 9-й армии, выгрузился в Ровно и был развернут для фланговой атаки с севера. 16 сентября фронт 4-й армии севернее Клевани был прорван в районе Деражного. Это привело к отходу 10-го корпуса 4-й армии за реку Путиловку. Даже на новой позиции 10-й корпус и кавалерийский корпус Герберштейна не смогли противостоять продолжавшимся 17 сентября интенсивным атакам русских войск, в очередной раз прорвавших фронт, и отступили.
Учитывая истощение войск, эрцгерцог Иосиф-Фердинанд отдал приказ об отступлении 1-й и 4-й армий в ночь на 18 сентября за Икву и Стыр. Хотя корпуса 1-й армии Пухалло удерживали свои позиции на реке Стубле и защищали плацдарм у Клевани, но, находясь под угрозой флангового обхода с севера со стороны русских, 20 сентября командующий также приказал отступить от Стублы к Стыру. Это удалось осуществить в полном порядке, поскольку противник не преследовал.

## Результаты
В ходе операции русские войска были оттеснены на восток на расстояние от 30 (на юге Восточной Галиции) до 150 (на Волыни) километров, но попытки австро-венгерских войск продвинуться к Ровно не увенчались успехом даже при помощи Германии. Армии выдыхались из-за бесконечных маршей и перегруппировок, из-за дефицита снарядов и продовольствия, из-за очень медленного прибытия подкреплений. Потери австро-венгерских войск при наступлении на Ровно составили более 150 500 человек. 4-я армия потеряла 50 377 человек, 1-я армия — 31 330 человек, 2-я армия — 68 884 человека. В частности, было 10 305 убитых, 40 180 раненых и 74 441 пленных, остальные были больны.